# Леві Петрус
Леві Петрус (швед. Lewi Pethrus 1884—1974) — шведський п'ятидесятницький лідер, пастор, проповідник, поет; один із засновників і почесний президент шведської Християнсько-демократичної партії; засновник і головний редактор щоденної газети «Dagen».
Леві Петрус зіграв головну роль у заснуванні і розвитку п'ятидесятницького руху у Швеції. У роки його служіння (1913—1958) церква «Філадельфія» була найбільшою п'ятидесятницькою громадою у світі.

## Біографія

### Ранні роки
Леві Петрус народився 11 березня 1884 року в містечку Варген провінції Вестерйотланд на заході Швеції в родині фабричного робітника Югана Йонссона і Анни Христини Петерсдоттер. Леві в дитинстві був пастухом, з 13 років працював кур'єром на пошті, пізніше — на хімічному заводі і паперовій фабриці; з 15 років — на взуттєвій фабриці. 12 лютого 1897 року хрестився в баптистській церкві Венерсборга. У 1900—1903 роках жив в Норвегії, де працював шевцем і брав активну участь в житті місцевих баптистських громад.
У 1904—1906 роках Петрус навчався в Вефільській семінарії в Стокгольмі. Пізніше він зізнався, що навчання в семінарії підірвало його віру в божественність Христа, однак після особистої зустрічі з Христом «у видінні», він знову повірив.
Після завершення навчання, восени 1906 року Петрус пройшов обов'язкову військову службу. У тому ж році він був обраний пастором баптистської церкви Лідчепінга, де служив протягом п'яти років.

### Перехід до п'ятидесятництва
У січні 1907 року Леві Петрус з газет дізнається про п'ятидесятницьке пробудження в Осло, де служив Томас Барратт. Після особистої зустрічі з Барраттом, він приєднався до руху п'ятидесятників. Проте, ще деякий час Петрус залишався пастором баптистської церкви в Лідчепінгу. У 1911 році Петрус перебрався в Стокгольм, де стає пастором баптистської церкви «Філадельфія», до якої входило близько 70 прихожан. У 1913 році Союз баптистів Швеції виключає Леві Петруса і громаду «Філадельфія» зі своєї деномінації — приводом стала розбіжність в питаннях причастя (Петрус практикував відкрите причастя для всіх охочих). На той момент в церкви «Філадельфія» було вже 438 членів. Ця подія послужила поштовхом до формування п'ятидеся тницького руху Швеції. Вигнання церкви «Філадельфія» з баптистського союзу не було одностайно сприйнято самими баптистами, багато з яких побачили в ньому порушення принципу автономії громади. На розчарування баптистських лідерів, виключення «Філадельфії» з асоціації призвело до подальшого дроблення баптистського союзу — багато громад вирішили покинути цю деномінацію.

### Пастор церкви

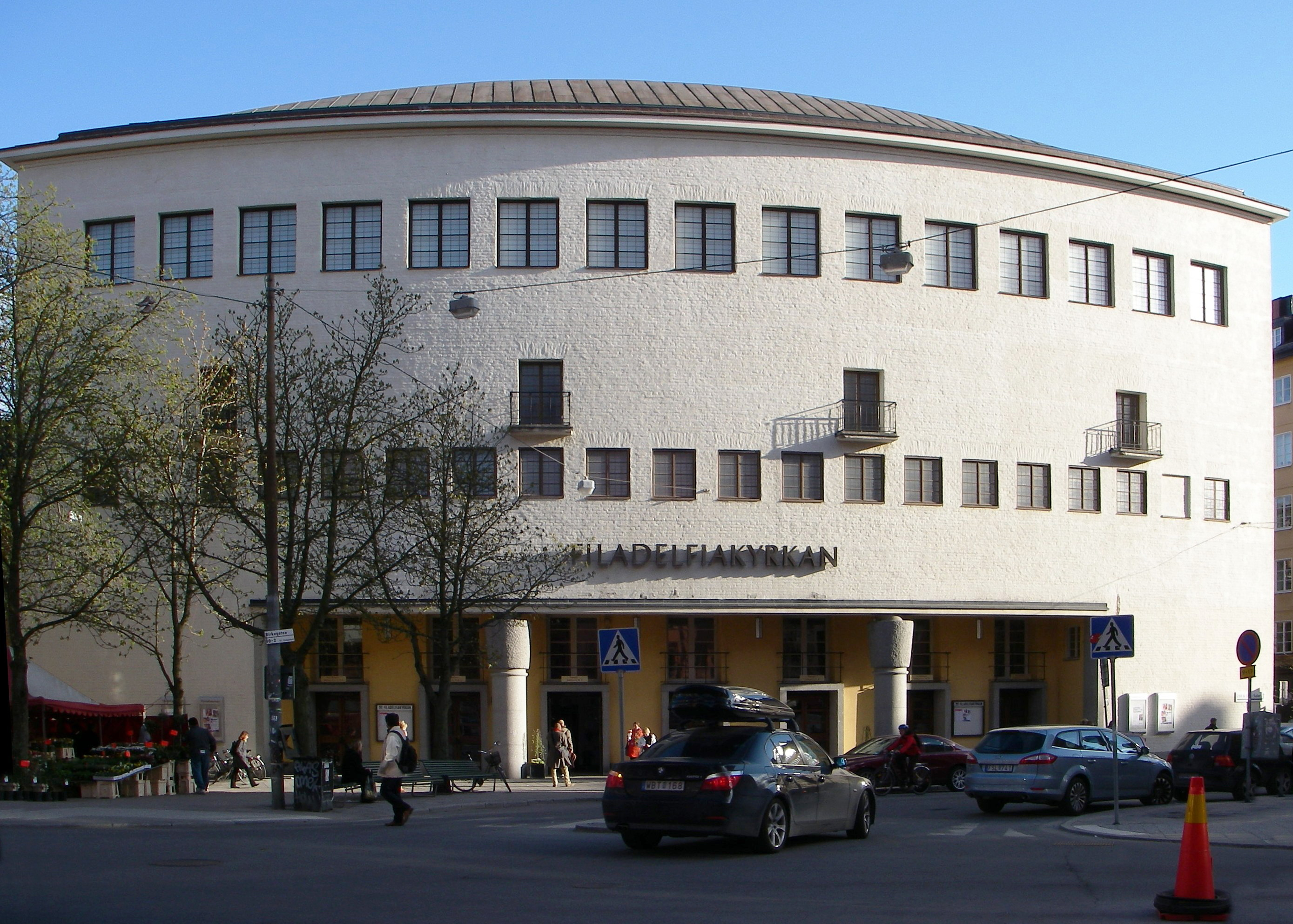
Церква «Філадельфія», на момент відкриття (1930) мала найбільший в Швеції зал, що вміщує 3,5 тис. людина

В 1911 году при церкві «Філадельфія» була створена місія, у 1912 — видавництво, в 1915 — біблійна школа, в 1916 року вийшов перший номер тижневика Gospel Herald.
Під керівництвом Петруса, церква «Філадельфія» стрімко збільшувалася. До 1918 року в церкві було вже 1,8 тис. парафіян; до 1926 року їхня кількість досягла 3,2 тис.; до 1938 — 5,9 тис. Протягом десятиліть церква Філадельфія залишалася найбільшою п'ятидесятницькою парафією в світі (поки, на початку 1960-х років її не перевершили чилійські і корейські громади). Од ночасно, з ростом в Стокгольмі, п'ятидесятницький рух ріс по всіх Швеції — в 1923 році на території країни діяло вже 300 п'ятидесятницьких «вільних» громад.
З ініціативи Петруса церква «Філадельфія» викуповує особняк Рерстанд і на його території будує в 1929-30 роках церкву. До моменту відкриття храм мав 3,5 тис. місць, що робило його найбільшим п'ятидесятницьким храмом у світі.
У 1942 році при особистій участі Петруса п'ятидесятники Швеції відкрили вищий навчальний заклад. У 1945 році Петрус заснував і очолив газету щоденну газету «Dagen» («День»), що виходить досі. У 1952 році при церкві Філадельфія був створений кредитний банк «Самспар», який, крім іншого, займався спонсорством євангелізаційних кампаній. У 1955 році з ініціативи Петруса була створена міжнародне християнське радіо IBRA Radio. Серед інших служінь Петруса особливий успіх мали реабілітаційні центри для алко- та наркозалежних.
Ще в 1939 році під його головуванням в Стокгольмі пройшла міжнародна п'ятидесятницька конференція, в якій брали участь представники з д вадцяти країн . У 1955 році церква «Філадельфія» приймала у себе четверту Світову організацію п'ятидесятницьку конференцію. У церкві Петруса проповідували англіканські, лютеранські та католицькі священики.
У 1949 році Вітонський коледж присвоїв Петрус звання почесного доктора богослов'я.

### Подальше служіння

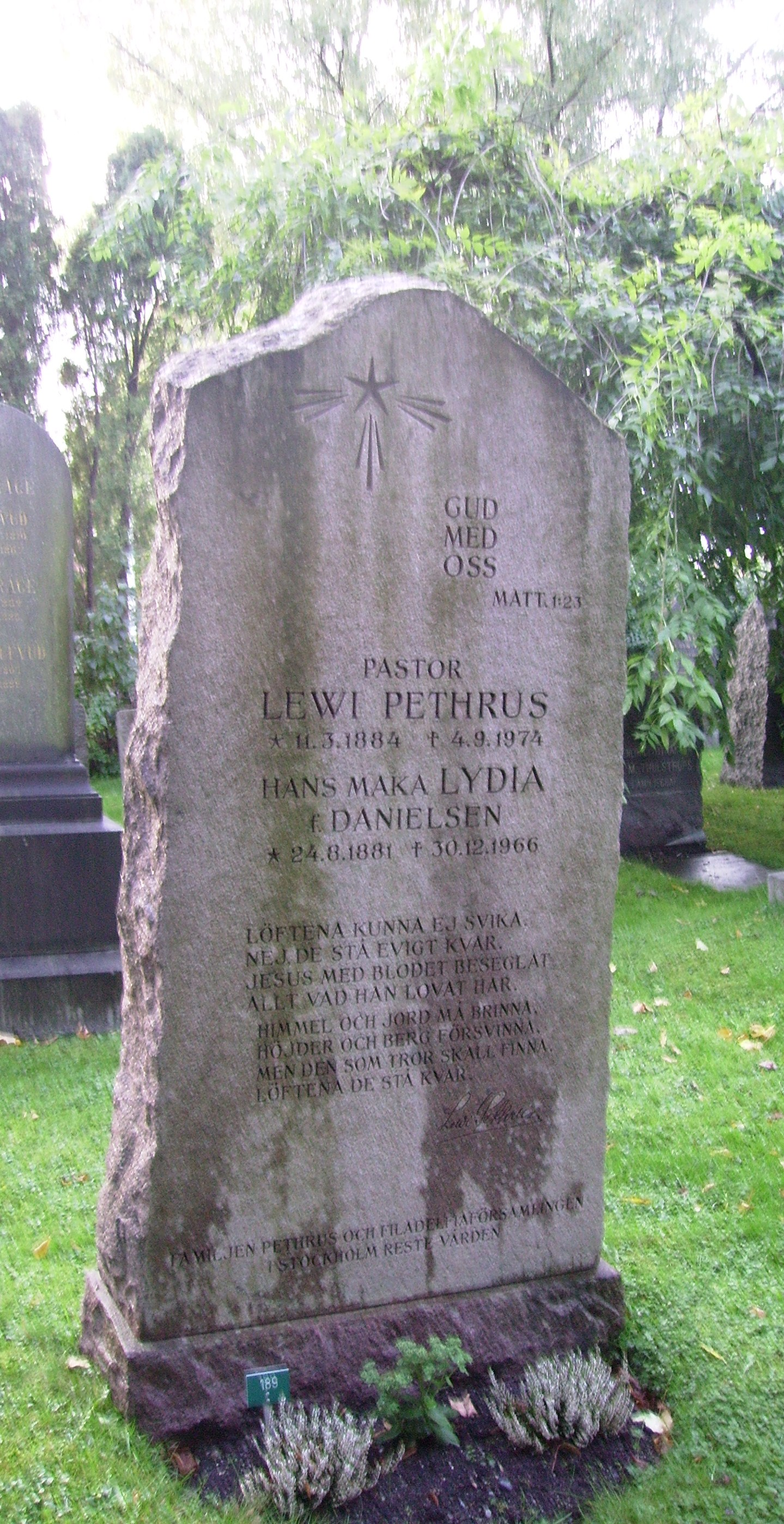
Могила Леві Петрус і його дружини Лідії на кладовищі Сольна, Стокгольм

7 вересня 1958 року Петрус залишив служіння пастора церкви, проте продовжив виступати проповідником в різних п'ятидесятницьких громадах Швеції та інших країнах. У 1959 році він заснував Благодійний фонд Леві Петруса.
У 1963 році увагу шведської громадськості приковує реформа освіти, яка запропонувала скоротити викладання релігії в шкільній програмі. Незважаючи на значні акції протесту і петицію, під якою підписалися 2,1 млн шведів (наймасовіша петиція в історії країни), реформа була прийнята парламентом. У редакційних статтях газети Dagen Петрус звинувачує уряд в матеріалізмі та атеїзмі і міркує про ідею створення «християнської» партії. У 1964 році з ініціативи Петруса створюється Християнсько-демократична партія, віце-головою якої він був в 1964—1968 роках.
В останні сім років життя Леві Петрус всі зими проводив у свого сина Інгмара у Вентурі, штат Каліфорнія.
У 1973 році наказом короля Швеції Карла XVI Густава Леві Петрус стає кавалером Ордена Вази. На святкуванні 90-річчя в березні 1974 року Петруса особисто привітав голова державної Церкви Швеції архієпископ Улоф Сундбю. Влітку 1974 на щорічному з'їзді шведських п'ятидесятників в Ньюгемі Петрус виголосив свою останню проповідь.
Леві Петрус помер 4 вересня 1974 року у віці 90 років. Похований в Стокгольмі.

## Сім'я
Леві Петрус одружився 12 квітня 1913 року на Лідії Юсефіні Даніельссон (1881-1966). Вінчання пройшло в баптистській церкві «Віфанія» в норвезькій комуні Крагере. У Леві і Лідії було дев'ятеро дітей (Дора, Інгмар, Карл-Якоб, Кнут (1924), Лільен, Міріам (1916), Олівер, Рачел (Рахіль, 1924) і невід. ), Ще одна дитина народилася мертвою. Онук Петруса - Пер Егон Юханссон (нар. 1951) і внучка - Дезіре Петрус (нар. 1959) стали відомими шведськими політиками Християнсько-демократичної партії.

## Спадщина
Леві Петрус є автором декількох десятків гімнів, які використовуються шведськими п'ятдесятників на богослужінні. У 1930 році він видав пісенний богослужбовий збірник «Пісні перемоги» (452 псалма), в який увійшли близько двадцяти його власних гімнів. Свій найвідоміший твір «Обіцянки не розчарують» Петрус почав писати в 1913 році, перебуваючи в переживаннях через важку хворобу дружини; два останніх куплета були дописані пізніше, в момент жорсткої атаки на церкву «Філадельфія» з боку світських ЗМІ. Цей твір увійшов в лютеранську Шведську книгу псалмів (№ 254), різні пісенники Армії Порятунку і в католицький пісенник.
Книги Петруса перекладені багатьма мовами світу. Крім книг Петрусом було написано багато статей для періодичних видань.

### Бібліографія

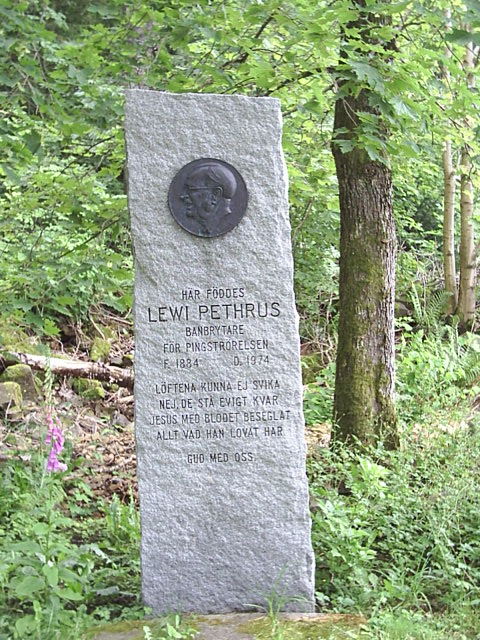
Меморіальний камінь на місці народження Петруса